# カルバン・クライン

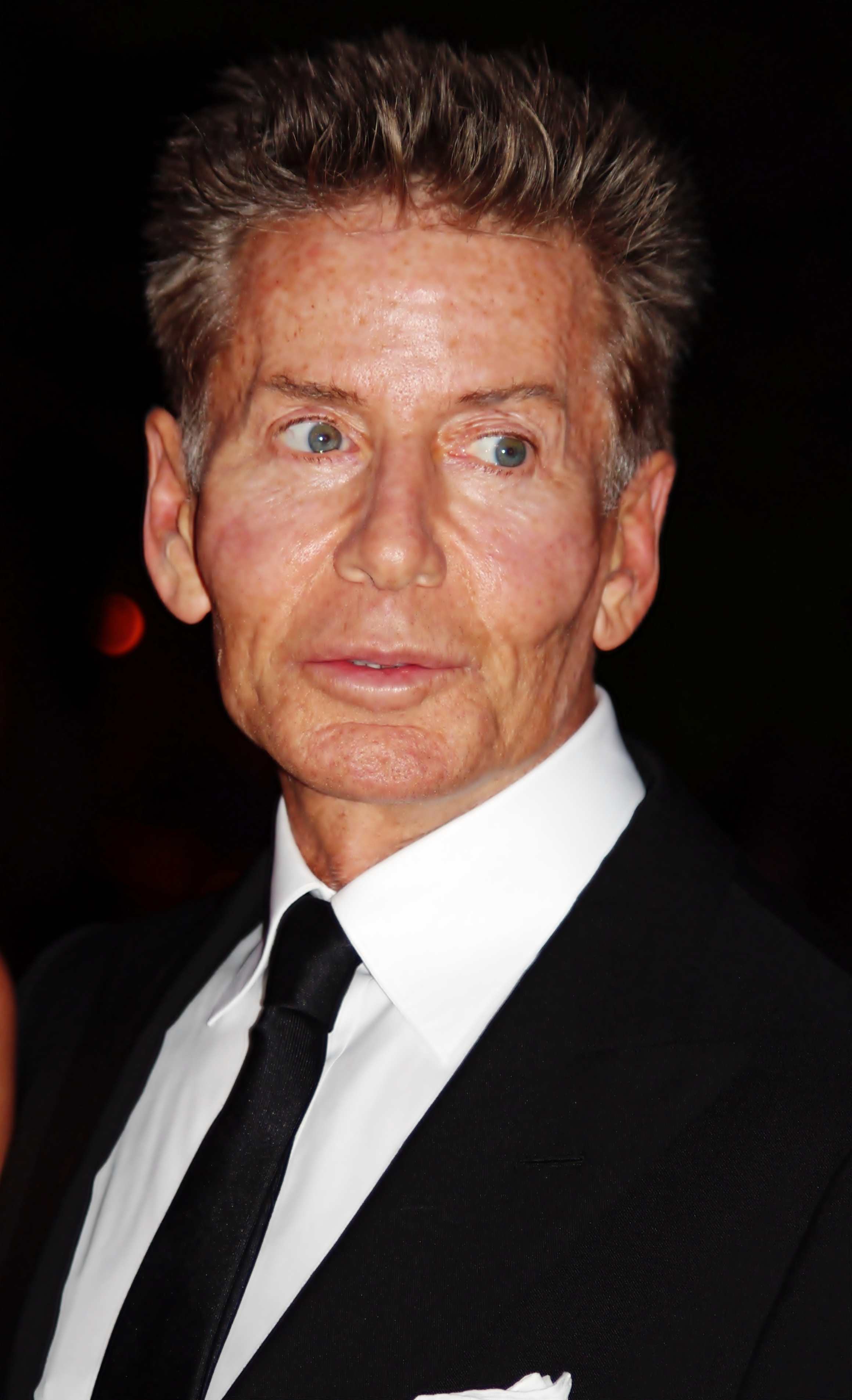
カルバン・クライン

カルバン・クライン（Calvin Klein, 1942年11月19日 - ）は、アメリカのファッションデザイナー、また同名の世界的ファッションブランドがある。

## 略歴
1942年 - アメリカ・ニューヨークブロンクス区に生まれる。
1962年 - ニューヨーク州立ファッション工科大学短期大学部卒業。
1968年 - 幼馴染で親友のバリー・シュワルツと共にCalvin Klein社設立。レディースウェアのプレタポルテコレクションを手掛け始める。
1972年 - スポーツウェア部門設立。同年3月、化粧品・香水部門の会社を設立。
1973年 - 最年少でコティ賞を受賞。以後1975年まで、3年連続この賞を受賞する。
1970年代後半 - ジーンズ・下着を手掛け始める。
1983年 - カウンシル賞を受賞。
1992年 - セカンドライン「ck Calvin Klein」創設。
1993年 - レディース・メンズ両部門でデザイナー・オブ・ザ・イヤー受賞。
1995年 - ニューヨーク マディソン・アベニューに旗艦店をオープン。ヨーロッパで最初の「Calvin Klein Collection」を開催。
2001年 - 本国アメリカ市場からセカンドライン「ck Calvin Klein」を撤退。
2002年 - Calvin Klein社を4億3000万ドル(約520億円)でアメリカのアパレル会社フィリップス・バン・ヒューゼン（PVH）に売却し、PVH傘下に入る。
2003年 - クライン、デザイナーを引退。
2004年 - 後任デザイナーに、レディスはグッチで活躍していたフランシスコ・コスタが、メンズはロメオ・ジリのデザインチームにいたイタロ・ズッケーリが就任。
2017年 - ラフ・シモンズ/RAF SIMONS(前ディオール)がチーフ・クリエイティブ・オフィサーに就任。
- 日本においては1975年に伊勢丹から、アメリカ人デザイナー第1号としてクラインの作品が発売されている。

## ブランドとしてのカルバン・クライン
「全てはカッティングから始まる」を哲学とし、ボディラインを強調したシルエットのコレクションを発表している。
メインブランドはCalvin Klein Collectionで、系列のセカンドラインとしてck Calvin Klein（シーケー・カルバン・クライン）がある。2013年秋以降はcalvin klein platinum label（カルバン・クライン・プラチナム・レーベル）へと改称された。日本においてはメインブランドよりも価格設定が低いこちらの方が一般的である。
日本ではオンワード樫山が主要な事業会社となっていたが、2020年末にライセンス契約を解消した。

### 現デザイナー
- ラフシモンズ

### ブランド名
- Calvin Klein collection
- ck Calvin Klein → calvin klein platinum label
- Calvin Klein
- Calvin Klein Jeans

### 路面店
- 旗艦店は、アメリカ・ニューヨークである。
- 2010年10月、ck カルバン・クラインを中心にジーンズ・アンダーウェアまで揃うメンズ･レディース複合の路面店「ck カルバン・クライン ホテルニューオータニ店」を東京都千代田区紀尾井町のホテルニューオータニ内にオープン。

## アパレル以外の事業
Calvin Kleinはアパレルの他に、時計・サングラス・コスメティクス・ジュエリー・インテリアなどを手掛けている。中でも下着と香水は特に有名である。

### 下着
Calvin Klein Underwearとして展開している。着心地が良くPOPなプリントが魅惑的なウィメンズラインは、ネット通販セレクトスクエアで入手可能。
ストッキングをグンゼと提携して製作している。
映画「バック・トゥ・ザ・フューチャー」にも登場した。主人公のマーティはウェストバンドに「カルバン・クライン」ロゴが書いてあるブランド下着をはいていたが、タイムスリップした1955年当時はウェストバンドにロゴが入ったアンダーウェアは存在せず、またカルバン・クライン ブランドの生まれる13年前になるため、自分の名前（＝カルバン・クライン）が書いてある下着をはいていると勘違いされるというギャグであった。
また、過去には俳優のマーク・ウォールバーグがカルバン・クラインの下着モデルに起用されて話題になった。

### フレグランス
Calvin Klein Fragrancesとして展開。
代表的な銘柄
- ck one
- ck be
- ETERNITY
- Truth
- Contradiction
- ESCAPE

### 時計
世界最大の時計メーカーswatch（スウォッチ）と提携し、製造・販売している。
- ck Calvin Klein watches swiss made

## 私生活
カルバンはテキスタイルデザイナーのジェイン・センターと1964年に結婚。二人の間には娘マルシ・クレインがおり、現在テレビのプロデューサーとしてサタデー・ナイト・ライヴや30 ROCK/サーティー・ロックを手掛けている。夫妻は1974年に離婚。1986年9月、カルバンはアシスタントを務めていたケリー・レクターと買い付けの旅に行ったイタリアのローマで結婚。彼女は後年、社交界の名士を撮影するフォトグラファーになった。1996年に別居し、2006年に離婚。それからカルバンは元ゲイポルノ男優のニコラス・グルーバーと交際した。